# Harry Vos
Henry Antonie "Harry" Vos (Den Haag, 4 de setembro de 1946 - 19 de maio de 2010) é um ex-futebolista neerlandês, que atuava como lateral-esquerdo.

## Carreira
Harry Vos fez parte do elenco da Seleção Neerlandesa de Futebol que disputou a Copa do Mundo de 1974.

## Títulos
- Países Baixos
  - Vice-Copa do Mundo de 1974

## Ligações Externas
- Perfil em FIFA.com (em inglês)